# Аль-Миншави, Мухаммад
Муха́ммад Сидди́к аль-Минша́ви (араб. محمد صديق المنشاوي‎; 20 января 1920, Эль-Муншаа, Сохаг, Египетский Султанат — 20 июня 1969, Эль-Муншаа, Сохаг, Египет) — египетский кари, один из самых известных чтецов Корана современности. Известен эмоциональной интенсивностью своего стиля чтения Корана и необычайным эмоциональным воздействием своего чтения на аудиторию.

## Биография
Родился в 1920 году в Эль-Манше в семье с богатой коранической традицией. Его отец и братья были профессиональными чтецами. В возрасте 11 лет Мухаммад выучил Коран наизусть. Во взрослом возрасте помогал детям изучать Коран. Аль-Миншави был одним из уважаемых чтецов Корана своего времени, наряду с другими чтецами, как: Абдуль-Басит Абдус-Самад, Махмуд аль-Хусари и Мустафа Исмаиль. За его грустные интонации его называли Саут аль-Баки, то есть «плачущий голос» (صوت الباكي).

## Личная жизнь
Был женат дважды. Имел 4 ребёнка от первой жены и 9 детей от второй. Его вторая жена умерла во время паломничества к Мекке в 1968 году
Мухаммад аль-Миншави умер 20 июня 1969 года от тяжёлого заболевания пищевода, которым страдал долгое время.